# Salaš
Salaš är en ort i Tjeckien.   Den ligger i distriktet Okres Uherské Hradiště och regionen Zlín, i den östra delen av landet, 240 km sydost om huvudstaden Prag. Salaš ligger 267 meter över havet och antalet invånare är 367.
Terrängen runt Salaš är huvudsakligen kuperad, men åt sydost är den platt. Runt Salaš är det ganska tätbefolkat, med 179 invånare per kvadratkilometer. Närmaste större samhälle är Kroměříž, 17,8 km norr om Salaš. Trakten runt Salaš består till största delen av jordbruksmark.